# Løgn (band)
Løgn er en dansk moderne jazzkvartet bestående af Jacob Danielsen (saxer, klarinetter), Kasper Bjerg (piano, keyboard), Kasper Bai (baryton-guitar) og Søren Mehlsen (trommer).
Kvartetten blev dannet i Aarhus i starten af 2006, Har i Januar 2007 været i New York City for bl.a. at spille på det legendariske avantgardespillested Tonic, samt modtage undervisning af bl.a. Mark Helias, Tom Rainey og Jim Black.